# Лемгов
Лемгов (нем. Lemgow) — община в Германии, в земле Нижняя Саксония.
Входит в состав района Люхов-Данненберг. Подчиняется управлению Люхов (Вендланд). Население составляет 1389 человек (на 31 декабря 2010 года). Занимает площадь 64,34 км².
Коммуна подразделяется на 12 сельских округов.